# مورایا
مورایا (نام علمی: Murraya) نام یک سرده از تیره سدابیان است.